# (33888) 2000 KG21
2000 KG21 (asteroide 33888) é um asteroide da cintura principal. Possui uma excentricidade de 0.12347380 e uma inclinação de 21.61163º.
Este asteroide foi descoberto no dia 29 de maio de 2000 por LONEOS em Anderson Mesa.